# Progetto Valvassori-Faroppa
Il progetto Valvassori-Faroppa fu il piano di riforma del campionato italiano di calcio preparato dai vicepresidenti della FIGC, signori Valvassori e Faroppa, nel 1912.

## Le proteste delle squadre provinciali
Nel 1910, per la prima volta, la FIGC si trovò a respingere una richiesta di ammissione al campionato di calcio motivandola con l'esaurimento dei posti disponibili in organico, ponendo implicitamente il tema della creazione di un vero e proprio campionato cadetto. La spinta concreta alla trasformazione dei campionati italiani si generò tuttavia solo due anni più tardi a partire da quello di Seconda Categoria, da sempre un ibrido nel quale le società provinciali e minori venivano schiacciate con ben poca fortuna delle formazioni di riserva dei club di Prima Categoria. A notare i problemi fu un dirigente federale piemontese, di Torino, dove la FIGC si era da poco ritrasferita nel 1911. Questi, con una lettera inviata alla Gazzetta dello Sport a firma R.S., propose il 14 febbraio 1912 dei cambiamenti.
Scrisse: 
Poiché nessuna squadra può farsi in avanti con questo sistema, parecchie squadre di prima categoria che non temono di perdere la posizione di privilegio, non se la prendono molto calda nel migliorarsi, nell'agguerrire per lo meno decentemente il loro complesso e subiscono senza vergogna le più schiaccianti e replicate batoste perché, tanto, non ci sono dei successori in vista".
"Questo stato di cose riduce l'emulazione viva e guerriera a glorioso privilegio di pochi club e gli altri stanno indolentemente nel limbo in attesa che piova il cacio sui maccheroni sotto forma di vittoria o di un match nullo, in qualche giornata irregolare o per assenza per malattia di campioni avversari, o per irregolari condizioni del terreno.
Viene perciò naturale il pensiero che se, oltre al Casale, fossero quest'anno entrate in prima categoria delle altre squadre (la Libertas, la Lambro, il Casteggio, il Savona, il Novara, ecc.), più di un Club accodato nella attesa del Campionato massimo sarebbe più che mai accodato anche a tergo di queste squadre squadre novelle".»
Ed arriva a proporre: 
In tal modo per l'anno venturo, il massimo Campionato verrà alleggerito di due squadre e non sarà male per il suo più rapido svolgersi e per un maggiore equilibrio di forze.
Osservando la tabella attuale di classifica le squadre in pericolo di scendere in promozione sarebbero le seguenti: Doria, Juventus, Piemonte o Unione.
Le due divisioni per il prossimo anno potrebbero dunque formarsi così:
- Prima Divisione: Pro Vercelli, Milan, Genoa, Torino, Internazionale, Casale, X, X.
- Seconda Divisione: X, X, Savona, Novara, Casteggio, Lambro, Libertas, Biella.

Per la seconda divisione potrebbe avanzare giuste pretese qualche altro Club, per esempio il Luino, ma questo della scelta sarà un compito dell'Ente Federale".»
La risposta delle società "minori" non si fece tanto attendere, e la settimana successiva, il 21 febbraio 1912 rispose la Veloces di Biella a firma Gino Ramma, il Segretario.
La Federazione, e vorrei sapere con qual criterio li divide in due gruppi, e cioè Juventus, Piemonte e Torino da una parte, e Pro Vercelli, Novi Ligure e Veloces dall'altra più che dimezzando così, le partite. Molto tempo prima dei match, Novi Ligure si ritira per improvvisa mancanza di giuocatori richiamati dalla guerra.
La Federazione, anche da noi avvisata, avrebbe potuto riunire le cinque rimanenti e fare il girone. No, ci manda senz'altro a Vercelli: disgraziatamente perdiamo il primo match e siamo subito liquidati.
Qualche altra società pensi di potersi trovare nel nostro caso e di fare spese per le tessere, per la iscrizione, trasferta della squadra, tasse e compagnia bella, per poi fare un solo match e consideri quale ineffabile consolazione le possa derivare. Ci dissero anche che lo Statuto stabiliva così. Ci inchiniamo. Ma per questa volta solamente, perché francamente non è in questo modo che si agevola la diffusione del nobile gioco".»
Seguirono altre lettere e l'ambiente si smosse a tal punto che anche dal confronto con i campionati stranieri, in particolare quello belga in quanto più simile al nostro, si trassero altre proposte.

## I grandi club contro le provinciali
Arrivati all'annuale Assemblea Federale che si svolse a Torino il 31 agosto 1912, vennero discussi e messi ai voti due progetti.
- Il progetto Valvassori-Faroppa prevedeva la fase regionale per ognuna delle 3 categorie di gioco, l'istituzione del campionato Riserve per le squadre di Prima Categoria e l'istituzione di un vero campionato di promozione.
  - Il campionato di Prima Categoria si doveva disputare con un massimo di 6 squadre per regione e col sistema del girone doppio (andata e ritorno) e le vincenti di tutte le regioni si sarebbero affrontate nel girone nazionale, sempre a girone doppio. Scendevano in campo diverse regioni: Piemonte, Lombardia, Liguria, Veneto-Emilia, e le vincenti dei Comitati istituiti in Italia Centrale, Meridionale e Insulare.
  - Per il campionato di Promozione il progetto prevedeva la retrocessione immediata in Promozione dell'ultima squadra classificata di tutti i gironi di Prima Categoria.[2]
- Il progetto Vieri Arnaldo Goetzlof, dirigente del Genoa, divideva l'Italia in 5 sezioni:
  - Italia Settentrionale occidentale (Piemonte, Lombardia e Liguria);
  - Italia Settentrionale orientale (Veneto-Emilia);
  - Italia Centrale (Toscana, Marche, Umbria, Lazio e Abruzzi);
  - Italia Meridionale (Campania, Calabrie, Basilicata e Puglie);
  - Italia Insulare (Sicilia e Sardegna);
  - Il Campionato Italiano doveva essere accessibile al massimo a 10 società per ogni sezione, mandando le vincenti a disputare il girone finale. Le vincenti dei campionati di Promozione sarebbero state ammesse alla categoria superiore senza ulteriori spareggi o gironi finali. Il progetto Goetzlof prevedeva anche il campionato Riserve e la disputa della Coppa Italia attraverso eliminazione diretta con sorteggio delle squadre che giocavano in casa, perciò senza ritorno.

Venne invece ritirato un terzo piano ancor più elitario, il progetto Goodley, che lasciava sostanzialmente invariata la Prima Categoria mentre istituiva il campionato di Promozione su basi però interregionali, affidando a delle finali l'ascesa nella massima serie.
Il progetto Valvassori-Faroppa fu approvato a maggioranza con il prospettato scambio di promosse e retrocesse tra Prima Categoria e Promozione perché riduceva notevolmente le spese delle trasferte e permetteva a basso costo l'ingresso in Prima Categoria a molte società già da tempo desiderose di accedere alla massima categoria nazionale, surclassando così l'opposizione dei grandi club che vedevano diradarsi gli incontri di cartello. Nella stessa Assemblea venne tuttavia affidata alla Presidenza federale una delega per il passaggio transitorio alla nuova formula, introducendo quei germi di instabilità che causeranno un'ulteriore riforma solo dodici mesi dopo.

## L'applicazione imperfetta
L'entusiasmo negli ambienti calcistici provinciali per la riforma fu notevole, tanto che molte nuove società sorsero nel 1912, come l'Alessandria, il Grosseto, il Modena, il Monza, il Pontedera o il Rimini, mentre altre già in vita parteciparono al nuovo campionato di Promozione, come il Brescia, il Como, il Luino o il Savona.
L'applicazione della riforma, mediata dalla delega alla Presidenza, fu la sorgente dell'incontrollata inflazione del campionato negli anni successivi. Concentrando la sua attenzione sulla nuova Promozione, causa e motivo della riforma, il Consiglio federale limitò i cambiamenti nella Prima Categoria, lasciando accoppiate la Lombardia con la Liguria e il Veneto con l'Emilia, allargando le finali del Nord anche alle seconde classificate per non ridurle ad un semplice triangolare. Partendo dall'organico dell'anno precedente, al Settentrione vennero aggiunte solo quattro squadre, di cui due per concorso.
La Promozione fu costruita invece ex novo conformemente alla riforma. Totalmente regionalizzata, ebbe un organico completamente nuovo in Piemonte e in Veneto, e largamente rinnovato nelle altre regioni rispetto alla vecchia Seconda Categoria. La discrepanza fra i due campionati fu il grimaldello che nel 1913 verrà sfruttato dai club retrocessi per invocare ed ottenere una nuova riforma che li salvasse dal baratro.